# São José dos Ramos
Pour les articles homonymes, voir São José.
São José dos Ramos est une ville brésilienne de l'est de l'État de la Paraíba.
Sa population était estimée à 5 482 habitants en 2007. La municipalité s'étend sur 98 km2.